# Georg Hennch
Georg Hennch (* 6. Juni 1839 in Reistenhausen; † 3. August 1919 in Neuhaus an der Pegnitz) war ein deutscher Eisenbahn-Bauingenieur und Baubeamter der Königlich Bayerischen Staatseisenbahnen.

## Leben
Hennch arbeitete von 1866 bis 1869 als Bauführer beim Bau der Bahnstrecke München–Ingolstadt. Anschließend wurde er leitender Sektionsingenieur beim Bau der Pegnitztalbahn von Nürnberg nach Bayreuth, er war dort für einen Abschnitt um Neuhaus verantwortlich.
Zwischen 1882 und 1883 war mit dem Bau der Bahnstrecke Erlangen–Gräfenberg befasst.
1889 wurde Hennch Oberingenieur am Oberbahnamt Augsburg. In dieser Position leitete er den Bau des Streckennetzes der Augsburger Localbahn, verbesserte den Augsburger Güterring, führte den doppelspurigen Ausbau der Bahnstrecke Augsburg–Ulm durch und war am Bau der Ammerseebahn beteiligt.
Ab 1899 war Hennch in gleicher Funktion in Nürnberg tätig, wo er am Umbau des Hauptbahnhofs und am Bau des Rangierbahnhofs mitwirkte.

## Ehrungen
Ihm zu Ehren wurden in Nürnberg die Georg-Hennch-Straße, an der das Bahnbetriebswerk Nürnberg West, das frühere Bahnbetriebswerk Nürnberg Hbf., liegt, sowie in Augsburg die Hennchstraße benannt.

## Schriften
- Festausschuss (Hrsg.): Denkschrift zur Feier des Festes der Einweihung der Mainbrücke für den Strassenverkehr zwischen Wertheim und Kreuzwertheim. Bechstein, Wertheim 1882 (gateway-bayern.de).